# .gd
.gd ist die länderspezifische Top-Level-Domain (ccTLD) des Inselstaates Grenada. Sie existiert seit dem 3. Juni 1992 und wird von der staatlichen Telekommunikationsbehörde verwaltet.

## Eigenschaften
Domains können ausschließlich auf zweiter Ebene registriert werden. Es existieren keine besonderen Einschränkungen, sodass jede natürliche oder juristische Person als Inhaber oder Admin-C fungieren kann. Ein Wohnsitz oder eine Niederlassung in Grenada sind nicht notwendig. Im Gegensatz zu anderen Top-Level-Domains kann eine .gd-Domain auch nur aus einem Zeichen bestehen, Adressen wie a.gd oder b.gd wurden in der Vergangenheit für ein Mehrfaches der Regierungsgebühren verkauft.

## Geschichte
Die Top-Level-Domain war zunächst jahrelang verwaist. Erst im April 2007 wurde die Verwaltung an das Unternehmen AdamNames übergeben, das für den technischen Betrieb zuständig wurde und seitdem .gd aktiv vermarktet hat. Im Frühjahr 2013 wurde AdamNames durch die saarländische KSregistry abgelöst, nachdem Sicherheitsprobleme bekannt wurden.